# Херсонська вулиця (Нікополь)
Херсонська вулиця — найдовша вулиця в місті Нікополь. Відповідно до своєї назви вулиця будувалася, як поштовий шлях на Херсон з давнього Микитиного Рогу (за Катерини ІІ — Слов'янська).
Довжина вулиці від Запорізької вулиці до західної межі міста — 12,2 км.

## Опис
Херсонська вулиця йде на півночі Старого Міста (Микитиного Рогу) та на північній межі Лапинки та Сулицького. Бере початок від сходів до Орлової річки (тепер Каховське водосховище) на східній стороні Микитиного рогу від Запорізької вулиці та йде на захід; внизу сходів розташовано Пам'ятник про форсування Дніпра та відвоювання радянським військом Нікополя 18 лютого 1944 року; від Запорізької до вулиці Івана Сірка праворуч розташовано сквер Визволителів, у якому стояв пам'ятник Леніну, а тепер каплиця Покрова Пресвятої Богородиці УПЦ МП; там де перехрестя з Херсонським узвозом Херсонська вулиця відхиляється праворуч на північний захід, а вісь вулиці продовжую Староцерковна вулиця; після відходу праворуч вулиці Електрометалургів на правій стороні вулиці розташовано меморіал «Вічний вогонь» та парк Перемоги, а ліворуч починається колишнє село, а тепер житловий район міста — Лапинка; після перехрестя з вулицею Декабристів Херсонська вулиця переходить у колишнє село Сулицьке.

## Історія
Перса російська назва вулиці - Земляний тракт, що був шляхом на Херсон.
2021 року розпочалося зведення басейну у парку Перемоги на початку вулиці з її північної сторони.

## Будівлі

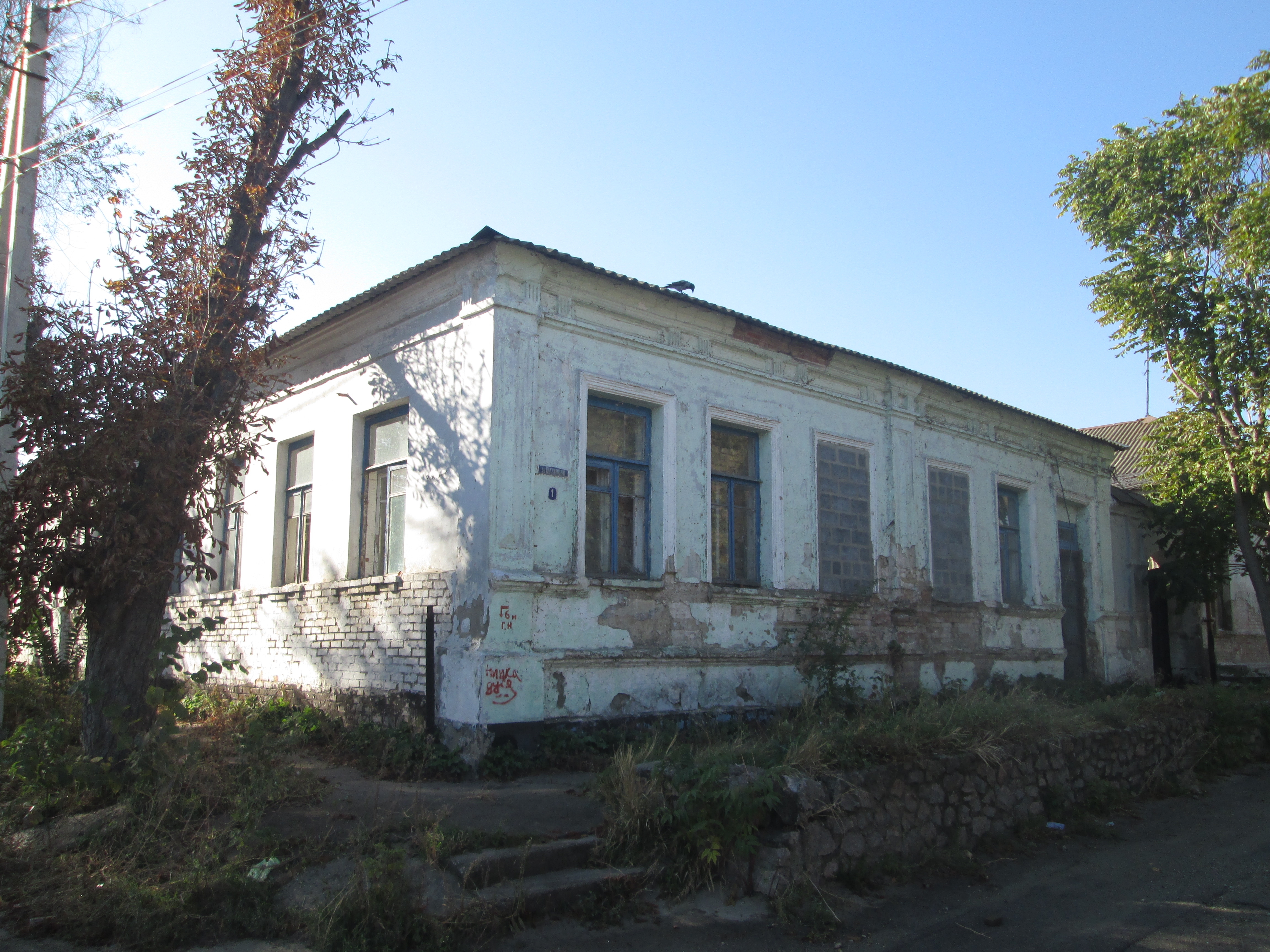
Будинок Антипова - Херсонська вулиця, 1

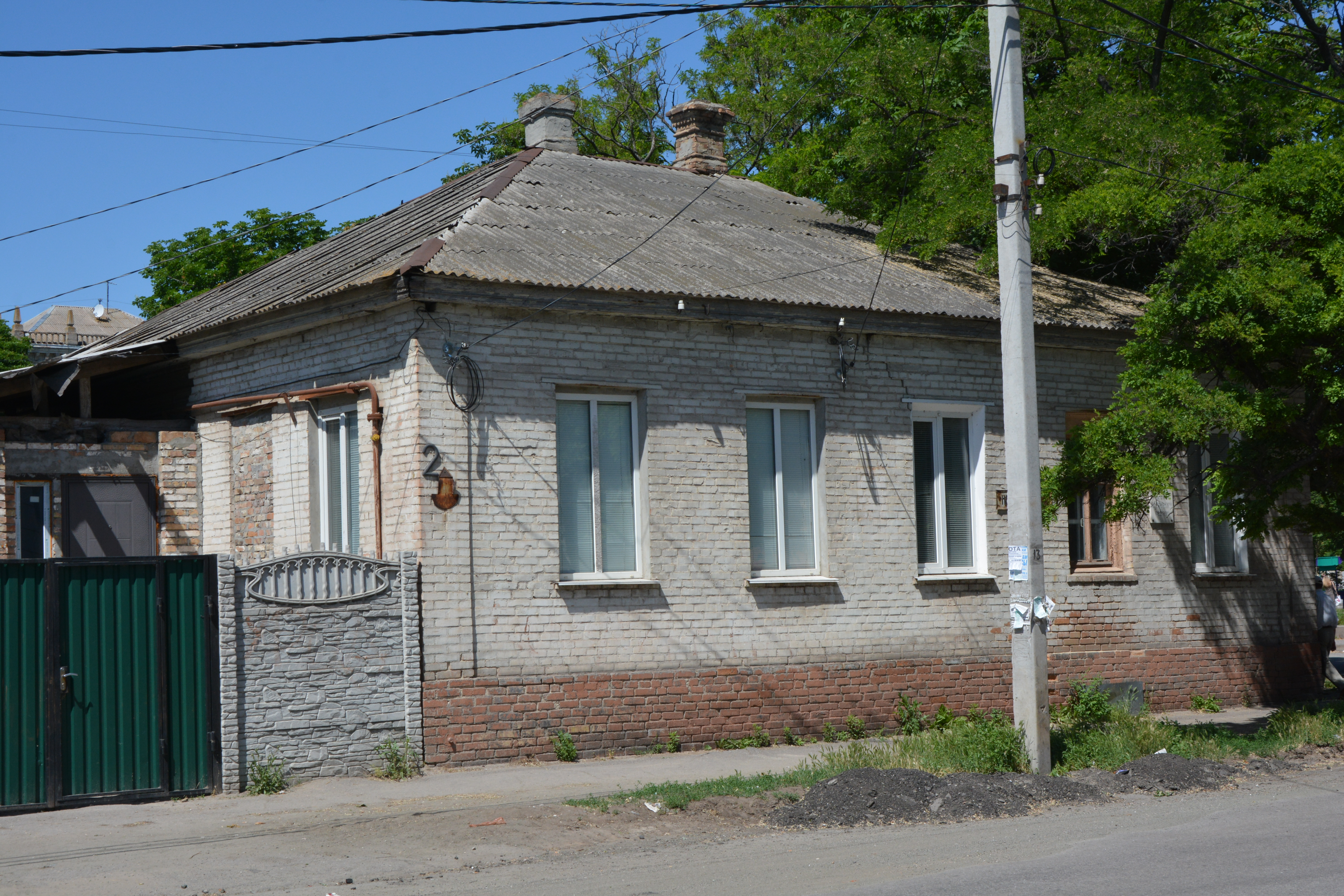
Будинок, в якому з 14 листопада 1918 - 5 березня 1919 розміщувався Нікопольський ревком, Херсонська вулиця, 2

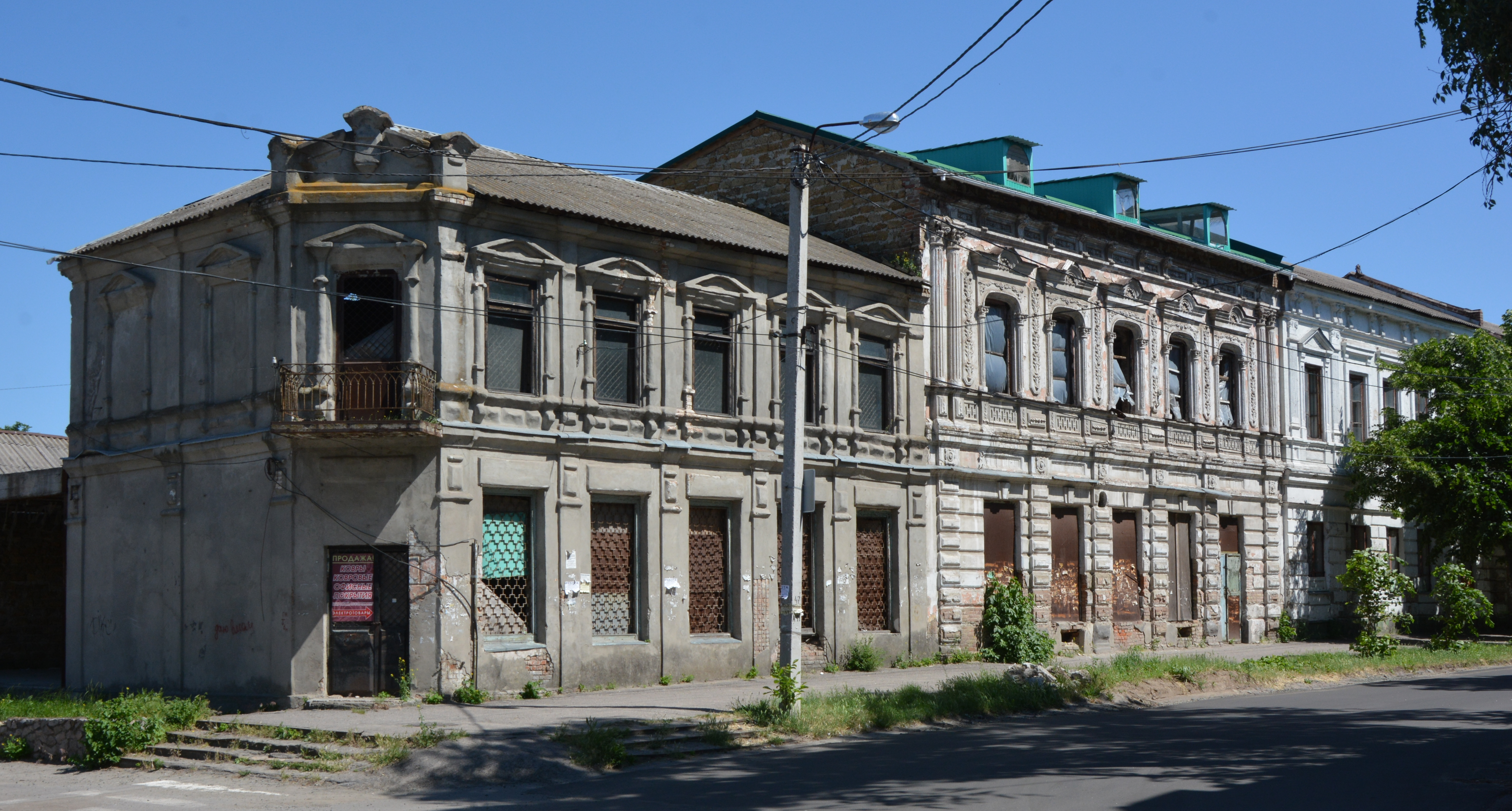
Будинок Юлія й Моні Цепелинських - Херсонська, 3

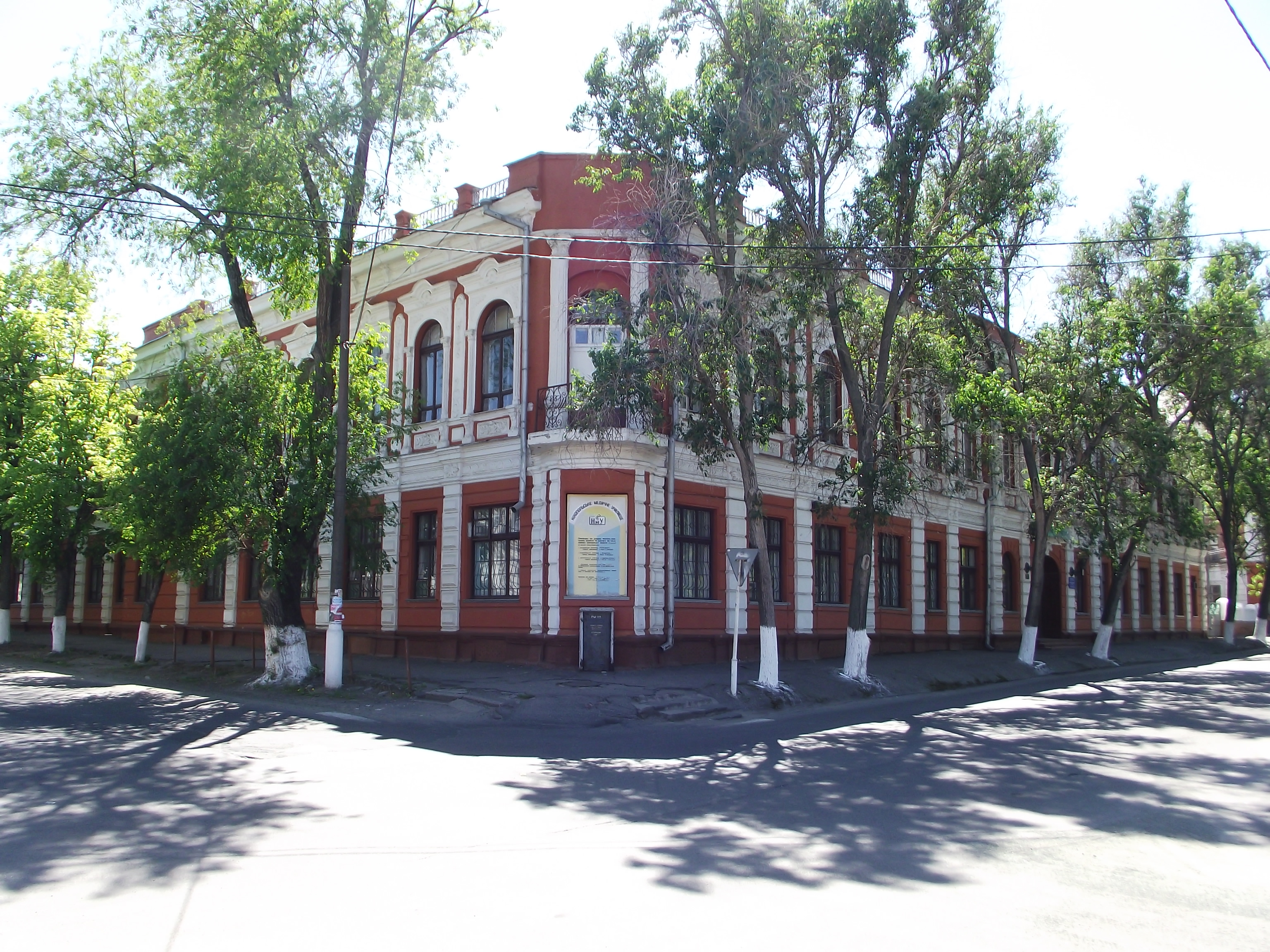
Будинок Азово-Донецького банку; Медичне училище, будівля кінця ХІХ сторіччя; місце загибелі начальника штабу оборони Нікополь В.Г. Антипова (1894-1919) та червоноармійця Круга від розлючених селян - Херсонська, 5

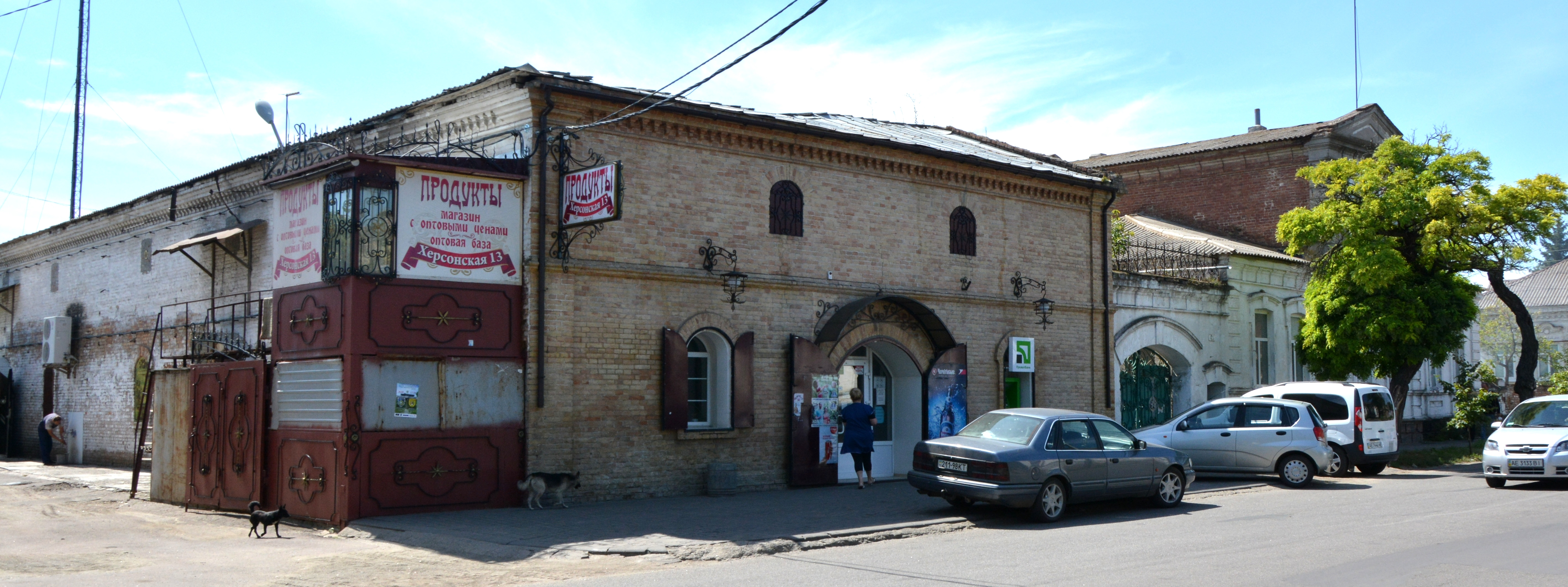
Будівля складів, Херсонська, 13

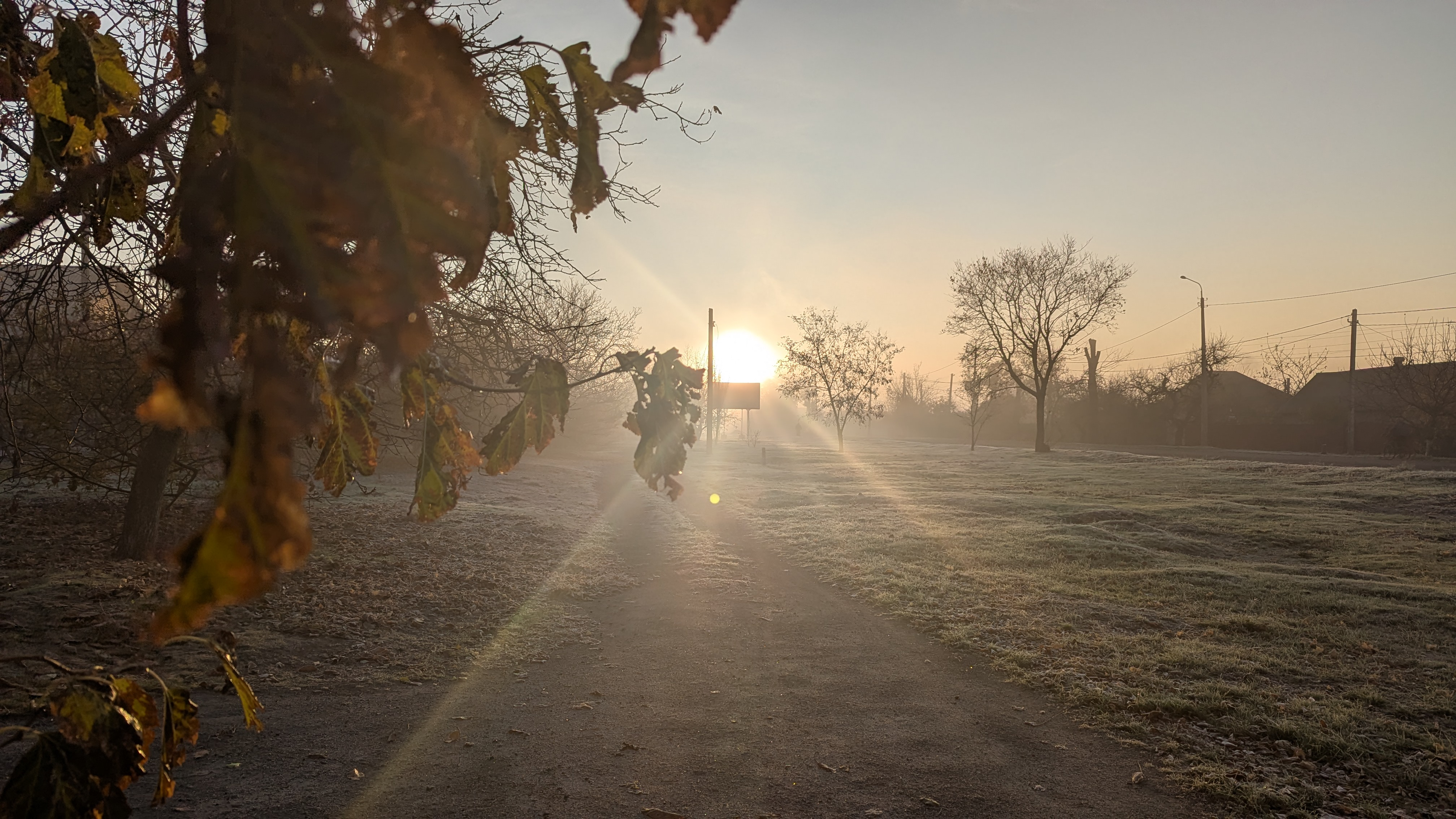
Вулиця, занурена у ранковий туман

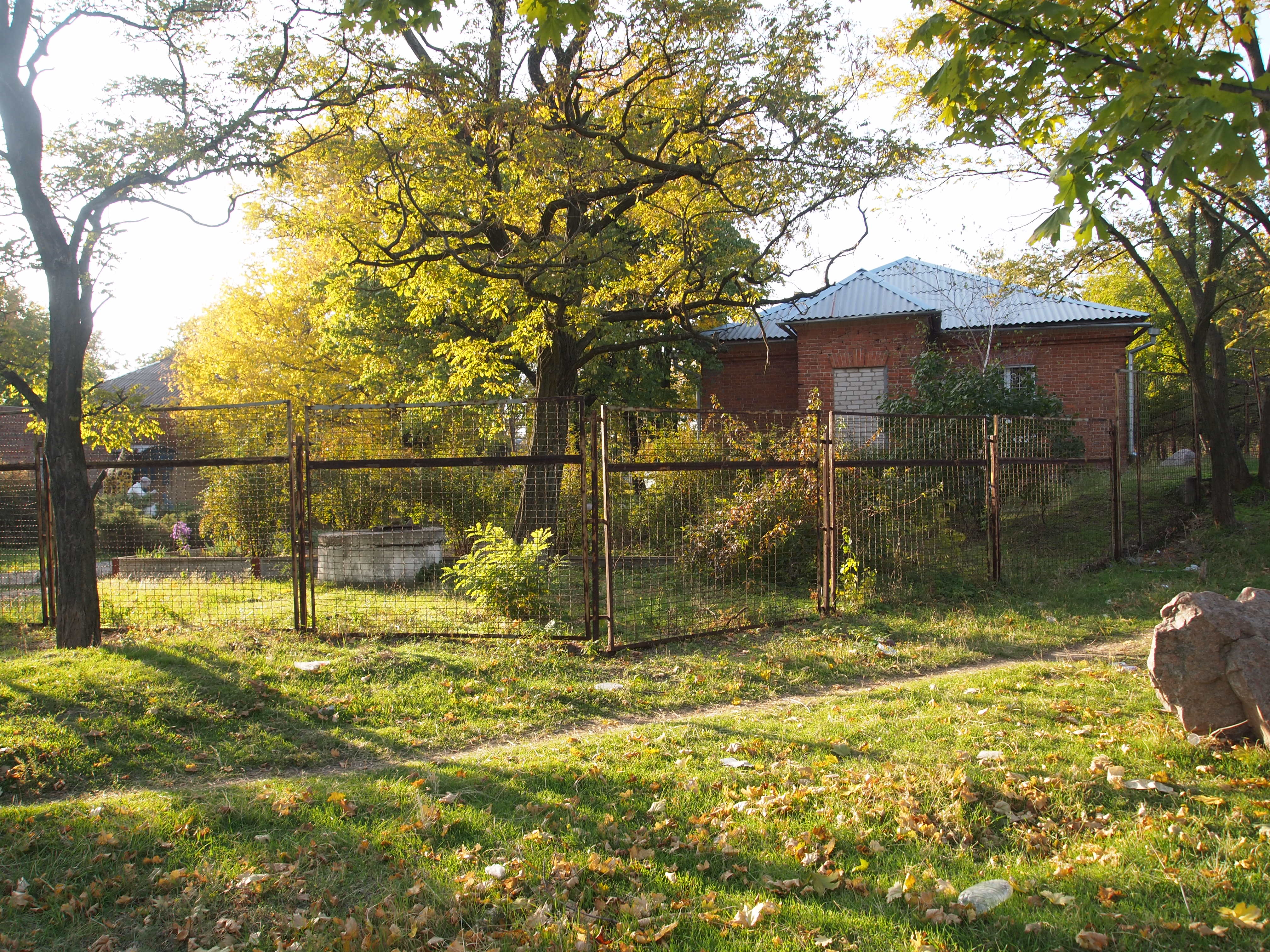
Будинок, у якому мешкав радянський композитор, диригент, піаніст С.С. Прокоф’єв (1891-1963) у 1909, 1910, 1911 рр., Херсонська, 60

- № 5 — Нікопольський медичний коледж; колишній ресторан «Дніпро»;
- № 7 — Гуртожиток медичного коледжу;
- № 11 — Продуктові склади;
- № 16а — колишній кінотеатр «Скіф»;
- № 19 — Нікопольський міськрайонний відділ Головного управління ДСНС в Дніпропетровської области;
- № 19 — 28-а державна пожежно-рятувальна частина;
- № 52 — Центр захисту тварин «У тьоті Наташі»;
- № 54 — Руїни згорівшого будинку;
- № 56/1 — Міжшкільний центр трудового навчання і технічної творчості;
- № 56 — Поліклініка № 1;
- № 60 — Управління ветеринарії; Державна ветеринарна клініка;
- № 66 — ПП «Бригонія»;
- № 244а — Магазин «Віка»;
- № 265 — Продуктовий магазин «Колесо»;
- № 267 — Готель «Колесо»;
- № 298а — Нікопольський центр професійної освіти; 298а — Гуртожиток;
- № 322 — Магазин будматеріалів;
- № 335 — Магазин меблів;
- № 353а — Готель «Обрій»;
- № 366/1 — АЗС «БРСМ Нафта»;
- № 367/1 — Магазин «АТБ-Маркет» № 386;
- № 372 — СТО «Трубосталь»;
- № 374 — Ресторан-бар-кафе «Ковчег»;
- Пам'ятник Несторові Махно;
- № 396 — Цех ВО «Оскар» (колишній ТВЦ-4)
- № 406 — АЗС № 17 ТОВ «Дніпро Оіл Трейд»
- № 539 — ТОВ «Спецелектроремонт»;
- № 547 — АГЗС; АЗС «Укрнафта»;
- № 949-та база палива (в/ч А-2110).

## Транспорт
Херсонською вулицею від західної межі міста до вулиці Героїв Чорнобиля проходить національний автошлях Н 23 «Кропивницький — Кривий Ріг — Нікополь — Запоріжжя».

## Перехрестя
Микитин Ріг:
- Запорізька вулиця
- Микитинська вулиця
- Вулиця Івана Сірка
- Вулиця Шевченка
- Херсонський узвіз
- Староцерковна вулиця
- Отаманська вулиця
- Лапинська вулиця
- Вулиця Електрометалургів

Лапинка:
- Вулиця Котельникова
- Вулиця Гетьмана Сагайдачного
- Вулиця Грушка
- Вулиця Шульгіна
- Вулиця Менделєєва
- Паромна вулиця
- Вулиця Станіславського
- Ковальський провулок
- Вулиця Толстого
- Каштанова вулиця
- Щаслива вулиця
- Вулиця Героїв Чорнобиля
- Вулиця Кобзарів
- Вулиця Івана Мазепи
- Січова вулиця
- Вулиця Малиновського
- Плавнева вулиця
- Вулиця Лисенка
- Слов'янська вулиця
- Вулиця Раскової
- Вулиця Чернишевського
- Соборна вулиця
- Барнаульська вулиця
- Вулиця Згоди
- Шкільний провулок
- Вулиця Пестеля
- Вулиця Рилєєва
- Вулиця Корбута
- Буксирний провулок
- Червоносільська вулиця
- Проспект Трубників
- Вулиця Декабристів

Сулицьке:
- Бакинська вулиця
- Криворізька вулиця
- Вулиця Красуцького
- Вулиця Добролюбова
- Вулиця Радіонова
- Вулиця Матюка
- Вулиця Ломоносова
- Вулиця Вернадського
- Вулиця Білинського
- Вулиця Нікітіна
- Учительська вулиця
- Путилівська вулиця
- Кронштадтська вулиця
- Вулиця Успенського
- Вулиця Костянтина Хохлова
- Павлоградська вулиця
- Вулиця Хілинського
- Коломенська вулиця
- Смоленська вулиця
- Вулиця Воїнів-інтернаціоналістів
- Вулиця Костянтина Горогулі